# Аят
Ая́т (араб. آية [ˈʔaːja]‎ —  знак, знамение, чудо‎) — мельчайшая структурная единица Корана, обычно понимаемая как «стих». В Коране это слово (в смысле как чуда, так и коранического стиха) упоминается 382 раза.

## Этимология
В переводе с арабского языка «аят» буквально обозначает: «знак», «знамение», «чудо». В этом значении термин аят стал передавать и один из аспектов понятия «откровение». После появления писаного текста Корана этот термин начал постепенно употребляться для обозначения коранических «стихов».
Аятами называются различные природные процессы и объективные события, подчиненные определённым закономерностям. Коран призывает к размышлению над сущностью этих событий, с целью осознания того, что они не могут возникать и происходить из ничего. Следовательно, все эти процессы являются знамениями (аятами), подтверждающими существование Аллаха. В шиитской традиции аятами, то есть знаками существования Аллаха, могут быть и люди (аятоллы).

## Количество аятов
Все аяты Корана по своему содержанию разделяются на категории: мухкам, муташабих, муджмал и мубаян. Всего в Коране насчитывается, по разным подсчётам, 6204, 6214, 6219, 6225 или 6236 аятов. Самым распространенным является утверждение о том, что там содержится 6236 аятов. Расхождение в подсчётах возникли по ряду причин. Например, можно ли считать басмалу («Бисмилляхи р-рахмани р-рахим»), с которой начинаются почти все суры Корана, аятами или нет; можно ли считать встречающиеся в начале некоторых сур буквы-мукатта аятами или нет и так далее. Поэтому в некоторых изданиях Корана нумерация аятов может быть различна.
В настоящее время распространены две нумерации аятов Корана: европейская и новая египетская, которая принята в современных уточнённых изданиях Корана (1919, 1923, 1928 годов).
Все исламские богословы единогласны в том, что порядок следования аятов Корана расположен пророком Мухаммедом в точном соответствии с Божественным указанием. Все коранические аяты следует читать именно в том порядке, в котором они расположены во всех изданиях.

## Прочее
Средневековые толкователи Корана широко обсуждали «преимущества» (фада’ил) отдельных аятов, их длину, конечные аяты сур. Самым длинным кораническим аятом является 282 стих суры аль-Бакара. Первыми ниспосланными аятами Корана являются первые пять стихов суры аль-Алак. Последними аятами в разных источниках называются 281 аят суры аль-Бакара, 3 аят суры аль-Маида, 176 аят суры ан-Ниса и 1-3 аяты суры ан-Наср. Все суры Корана начинаются с Басмала («бисмиллахи р-роҳмани р-роҳийм»), за исключением суры ат-Тауба.
В арабском оригинальном тексте Корана используется символ конца аята. В компьютерной вёрстке это символ Юникода U+06DD, ۝.
В Пакистане пожизенный приговор преступникам может быть смягчён, если преступник выучивает наизусть минимум 3/4 аятов.